# María Mercedes López Mora
María Mercedes López Mora (Santa Rosa de Osos, Antioquia, 1 de diciembre de 1967) es una abogada y exmagistrada de la Sala Disciplinaria del Consejo Superior de la Judicatura.

## Biografía
María Mercedes López nació en el municipio de Santa Rosa de Osos en Antioquia, tiene un doctorado en Derecho de la Universidad Externado de Colombia,  es Magíster en Ciencias Penales y Criminológicas de la misma Universidad, Especialista en Alto Gobierno de la Universidad de los Andes, Especialista en Derecho Penal y Criminología de la Universidad de Medellín y abogada de la Universidad Autónoma Latinoamericana.

Laborando para la Rama Judicial se ha desempeñado en varios cargos, como son magistrada de la Sala Jurisdiccional Disciplinaria del Consejo Superior de la Judicatura, Magistrada de la Sala Penal del Tribunal Superior del Distrito Judicial de Pereira y de la Sala Jurisdiccional Disciplinaria del Consejo Seccional de la Judicatura del Tolima; ejerciendo también, por más de 10 años,  como Personera Delegada ante la Fiscalía General de la Nación Seccional Medellín y Procuradora Judicial ante el Tribunal Superior del Distrito Judicial de Neiva. Igualmente, fungió como Gerente de la Terminal de Transportes de Medellín y Analista Jurídica y Financiera del Banco Popular.
En el año 2012, María Mercedes López fue quien destapó el llamado carrusel de pensiones en el Consejo Superior de la Judicatura.
María Mercedes López Mora fue postulada por el presidente Juan Manuel Santos como su candidata a la Procuraduría General de la Nación.
El 6 de noviembre radicó una carta en la presidencia del Senado, que entonces ocupaba Roy Barreras, solicitando que se aplazara la elección del procurador para que se hiciera en diciembre ya que López Mora tenía muy poco tiempo para hacer campaña. Ya que esta solicitud nunca llegó a la plenaria del Senado, López Mora tomó la decisión de renunciar a la terna argumentando que “no existen garantías suficientes para realizar un ejercicio democrático en condiciones de igualdad”.
En noviembre de 2015, una vez cumplido su periodo constitucional presentó su carta de renuncia a la prórroga que contempla el equilibrio de podres.

Actualmente se encuentra desempeñando el cargo de secretaria general del partido conservador colombiano,  asumiendo el cargo como la primera mujer electa en ese cargo desde la fundación del partido. Fue elegida unánimemente.

## Condecoraciones y distinciones
- Condecorada por la rama Judicial con la Medalla "José Ignacio de Márquez", en la Categoría Oro
- Distinguida con la "Cruz de Boyacá" también en su Categoría Oro, por el honorable Congreso de la República.
- Medalla Pedro Justo Berrio, por el Concejo Municipal de su natal Santa Rosa de Osos;
- Elegida como miembro del Instituto Colombiano de Derecho Disciplinario y enaltecida como Presidenta del Consejo Superior de la Judicatura, la Comisión Interinstitucional de la Rama Judicial, el Consejo Seccional de la Judicatura de Tolima y la Sala Penal del Tribunal Superior del Distrito Judicial de Pereira.[10]

## Publicaciones
- "Administrador de Procesos Judiciales. De la mano de la tecnología para una pronta y cumplida administración de justicia"
- "Reforma Judicial: Un debate a fondo y consensuado"
- "Foro sobre Reforma a la Justicia: Independencia y autonomía. Descongestión, acceso a la justicia y acción de tutela"
- "El ilícito disciplinario" [11]